# Paussus linnavuori
Paussus linnavuori is een keversoort uit de familie van de loopkevers (Carabidae). De wetenschappelijke naam van de soort is voor het eerst geldig gepubliceerd in 1969 door Luna de Carvalho.